# Wolfgang Höfig
Wolfgang Höfig (* 22. April 1940) ist ein ehemaliger deutscher Fußballspieler. Zwischen 1958 und 1970 hat der Abwehrspieler für den SV Waldhof Mannheim in der Fußball-Oberliga Süd beziehungsweise Fußball-Regionalliga Süd insgesamt 309 Ligaspiele für die Blau-Schwarzen vom Alsenweg absolviert und dabei fünf Tore erzielt.

## Laufbahn
Das aus der Jugend des Mannheimer Stadtteilvereins TSV Schönau zum SV Waldhof gekommene Defensivtalent Wolfgang Höfig entwickelte sich am Alsenweg stetig weiter und fand über die nordbadische Jugendauswahl im Frühjahr 1958 Aufnahme in die Jugendnationalmannschaft des DFB. Er bildete am 12. März 1958 in Bolton beim 2:1-Erfolg der DFB-Junioren gemeinsam mit Torhüter Peter Kunter und Verteidigerkollege Friedel Rausch das Schlussdreieck beim Länderspiel gegen England. Beim UEFA-Juniorenturnier im April kam er in den drei Spielen gegen Österreich (2:1), Tschechoslowakei (3:1) und Belgien (2:2) zum Einsatz. Das Defensivtalent hatte bereits als A-Junior in der Saison 1957/58 Erfahrung in der Ligamannschaft der Waldhöfer beim Meisterschaftsgewinn in der 2. Liga Süd gesammelt. Sein Debüt in der Oberliga Süd gab er am 19. Oktober 1958 beim 1:1-Auswärtsremis gegen SSV Reutlingen. Torhüter Kurt Lennert, die Verteidiger Fritz Rößling und Albert Preis sowie Walter Kleber, Karl-Heinz Kott und Reinhold Cornelius in der Läuferreihe bildeten dabei im damaligen WM-System die Abwehr. Die Erfahrung eines sportlichen Debakels erlebte der Junior bereits in seinem zweiten Oberligaspiel am 2. November, beim Heimspiel gegen den FC Bayern München. Die „Roten“ aus München, in deren Reihen mit Torhüter Árpád Fazekas und den Feldspielern Hans Bauer, Kurt Sommerlatt, Karl Mai, Peter Grosser und Gerhard Siedl prominente Akteure der süddeutschen Oberliga aufgelaufen waren, gewannen mit 9:1 Toren. Am Rundenende stieg Waldhof mit 18:42 Punkten als Schlusslicht in die 2. Liga Süd ab; Höfig hatte in 15 Spielen mitgewirkt.
Postwendend gelang 1959/60 mit dem Meisterschaftsgewinn vor Jahn Regensburg und dem SV Wiesbaden die sofortige Rückkehr in die Oberliga Süd. Das letzte und entscheidende Heimspiel gegen den Nachbarn Amicitia Viernheim gewann die von Trainer Árpád Medve trainierte Waldhof-Elf am 15. Mai 1960 vor 10.000 Zuschauern mit 5:1 Toren. Höfig und Friedrich Behnke bildeten das Verteidigerpaar. Am 24. Juni führte Höfig als Mittelläufer die Stadtauswahl von Mannheim zu einem 2:1-Erfolg gegen die Auswahl von Ludwigshafen. In seiner zweiten Oberligasaison, 1960/61, absolvierte er alle 30 Ligaspiele und Waldhof belegte den 13. Rang. Seine Rundenleistung führten ihn in die Juniorenländerelf U 23. Am 13. Mai 1961 bildete er mit Torhüter Günter Bernard und Verteidigerkollege Jürgen Neumann das Schlussdreieck der DFB-Auswahl, die in Waterschei das Länderspiel mit 3:1 Toren gegen Belgien gewann. Vom 14. Juni bis 5. Juli 1961 verstärkte er eine Nordbadische Auswahl, die sieben Spiele in Nordamerika auf Einladung des Deutsch-Amerikanischen Fußball-Bundes (DAFB) austrug. Im Weltmeisterschaftsjahr 1962 hatte Höfig mit Waldhof aber den zweiten Abstieg aus der Oberliga zu verkraften. Die 2:5-Niederlage beim Tabellenvierten Kickers Offenbach entschied am letzten Spieltag die Abstiegsentscheidung. Der Kickers-Angriff um Oskar Lotz, Hermann Nuber, Engelbert Kraus, Siegfried Gast und Hans Weber erwies sich gegenüber der Waldhof-Abwehr um die Läuferreihe mit Rolf Lederer, Höfig und Manfred Klein, als überlegen. Mit dem dritten Platz in der Runde 1962/63 in der 2. Liga Süd qualifizierten sich Höfig und seine Mannschaftskameraden vom SV Waldhof für die Debütrunde der zur Saison 1963/64 neu eingeführten Fußball-Regionalliga Süd.
In den Runden 1964/65 (4.) und 1965/66 (3.) platzierte sich Höfig mit Waldhof in der Spitzengruppe. In der zweiten Regionalligasaison, 1964/65, konnte der Mittelläufer und Abwehrchef, insbesondere mit der Defensivleistung in den Spielen gegen Hessen Kassel (2:1-Heimerfolg in der Vorrunde; gegen einen Angriff mit Stürmern wie Jozsef Burjan, Rolf Fritzsche, Ernst Kuster, Karl-Heinz Bente und Gerd Becker); VfR Mannheim (1:0-Heimerfolg in der Vorrunde; mit Mittelstürmer und Torjäger Rudolf Bast); Kickers Offenbach (0:0 am 6. Dezember 1964 in Offenbach mit deren Angreifern Siegfried Gast, Sigfried Held, Georg Tripp) und den zwei 1:1-Remisspielen gegen Meister und Bundesligaaufsteiger FC Bayern München, seine Klasse unter Beweis stellen. Bei den Bayern stürmten in der Aufstiegsrunde die Angreifer Rudolf Nafziger, Rainer Ohlhauser, Gerd Müller, Dieter Koulmann und Dieter Brenninger in der Offensive und erzielten beim Meisterschaftsgewinn 146 Tore.
Als unter Trainer Fred Hoffmann in der folgenden Runde 1965/66 sogar das Erreichen des dritten Ranges glückte, war öfters die herausragende Qualität der Waldhof-Läuferreihe mit Hubert Burger, Höfig und Rolf Lederer, sowie im Angriff der trickreiche und torgefährliche Flügelstürmer Heinz Schmitt mit 19 Treffern, für den Erfolg verantwortlich. Nach den Ligaspielen nahm Höfig Ende Mai mit einer Eisenbahner-Auswahl am Wettbewerb um die Fußball-Europameisterschaft für Eisenbahner-Ländermannschaften in Alma-Ata teil. Nach einer die Reise eröffnenden, abenteuerlichen und 40-stündigen Bahnfahrt von Hannover nach Moskau, ging es mit dem Flugzeug zum Ziel nach Alma-Ata.
In den nächsten Runden konnte Waldhof aber nicht mehr um die Plätze an der Tabellenspitze mitspielen und stieg nach der Saison 1969/70, es war das 13. Spieljahr von Höfig beim SV Waldhof im Ligateam, gar in das Amateurlager ab. Durch Veränderungen auf dem Trainerstuhl versuchte das Waldhof-Präsidium den Absturz zu verhindern, aber die Wechsel von Helmuth Berninger zu Klaus Sinn, dem ab Anfang Dezember 1969 Hans Wendlandt folgte, ehe Mitte Mai 1970 nochmals Sinn die Verantwortung übernahm, konnten den Abstieg von Waldhof nicht verhindern. Wolfgang Höfig hatte an der Seite der Talente Bernd Bartels, Karl-Heinz Harm und Günter Sebert nochmals 32 Ligaspiele absolviert und zwei Tore erzielt. 
Nach insgesamt 309 Ligaspielen (ohne Einrechnung der Spiele in der 2. Liga Süd) mit fünf Toren beendete der langjährige Defensivleistungsträger im Sommer 1970 seine Spielerkarriere.